# Eilema unistrigata
Eilema unistrigata là một loài bướm đêm thuộc phân họ Arctiinae, họ Erebidae.